# Església i convent de la Concepció (Maó)
|  | No s'ha de confondre amb Església de la Concepció (Maó). |

L'Església i convent de la Concepció de Maó és un convent de clausura construït sobre terrenys de l'antiga muralla, entre 1616 i 1623, sota l'advocació de la Immaculada Concepció. Quasi no té façana exterior, perquè l'edifici s'obre cap al penyal del port. Devers l'any 1804 es va dedicar una sala a l'ensenyament per a fillets.
L'interior de l'edifici és molt senzill i el convent és irregular, pobre, amb poca decoració. Està format per una zona amb 12 cambres i una altra amb 13.